# Signe Bosson-Alin
Signe Botilda Bosson-Alin, ursprungligen Nilsson, född 13 oktober 1886 i Önnestad, död 27 april 1954 i Sundsvall, var en svensk lärare och rektor som på 1930-talet var förbundssekreterare i Kristliga föreningen av unga kvinnor. 

## Tidigt liv
Signe Bosson-Alin föddes 1886 i Önnestad utanför Kristianstad. Hennes mor Anna, född Svensson, var ursprungligen lärare utbildad vid Högre lärarinneseminariet i Stockholm. Fadern Sven Nilsson hade varit föreståndare och lärare vid Önnestads folkhögskola under bildandet och de tidigaste åren under 1860- och 1870-talen, och arbetade senare som privatlärare. Han dog när Signe Bosson-Alin var nio år. Efter faderns död såldes familjens gård i Önnestad och modern flyttade 1900 till Lund där hon försörjde familjen genom att hyra ut till studenter. Signe Bosson-Alin fick bli kvar i Kristianstad ytterligare ett par år för att avsluta sina studier vid Virginska flickskolan. Hon tog sedan studentexamen i Lund 1904, och avlade filosofie kandidat-examen vid Lunds universitet 1908. Genom sin hyresverksamhet lyckades modern ge alla fyra barnen möjlighet till universitetsstudier, inklusive de två döttrarna. Syskonen arbetade under studietiden även som privatlärare i adelsfamiljer för att dryga ut ekonomin. De vistades också ofta hos moderns morbror, prosten Trued Bosson, som var ett viktigt stöd till familjen. Runt år 1900 tog sig alla fyra efternamnet Bosson.
Signe Bosson-Alin växte upp i en familj präglad av väckelsen; modern tillhörde Evangeliska fosterlandsstiftelsen (EFS) och fadern var missionsförbundare. Båda två var trogna Carl Olof Rosenius, en av grundarna till EFS. Den kristna tron förblev mycket viktig hos Signe Bosson-Alin under hela livet. Under de tidiga studieåren i Lund engagerade hon sig inom den kristna studentrörelsen och ungkyrkorörelsen, där hon lärde känna bland andra Manfred Björkquist och hans syskon. Hon satt i styrelsen för Lunds kristliga studentförbund. Hon hade även ett starkt engagemang för kvinnofrågan och fredsfrågan och ingick i styrelsen för Lunds Kvinnliga Studentförening. Härigenom fick hon kontakt med andra kristna kvinnor med liknande engagemang. Teologen Ester Lutteman blev under dessa år en nära vän till både henne och systern Ingeborg Bosson.
Sitt föreningsengagemang tog hon med sig när hon fick sin första anställning som lärarinna vid Nässjö samskola 1909—1911; hon var ordförande både i Nässjös förening för kvinnans politiska rösträtt och i den lokala föreningen inom Sveriges studerande ungdoms helnykterhetsförbund (SSUH).

## Folkhögskollärare och rektor
Familjen Bosson hade starka band till folkhögskolerörelsen efter faderns engagemang vid Önnestads folkhögskola, som var en av landets första folkhögskolor. Alla Signe Bosson-Alins tre syskon blev så småningom folkhögskolerektorer; äldste brodern Nils Hjalmar Bosson var först rektor vid Hammenhögs folkhögskola och sedan under mer än tre decennier vid Tärna folkhögskola; yngre systern Ingeborg Bosson var under flera decennier rektor vid Bollnäs folkhögskola. Att Signe Bosson-Alins tid i Nässjö därför följdes av en period som folkhögskollärare sågs inte som förvånande. Under läsåret 1911—1912 arbetade hon vid Matarengi folkhögskola i Tornedalen, där brodern Gunnar då var rektor.
År 1912 gifte sig Signe Bosson-Alin med Lundateologen Folke Alin som var bror till Anna Alin-Bosson, Nils Hjalmar Bossons hustru. I äktenskapet föddes tre barn. Yngsta dottern Hillevi avled dock redan vid ett års ålder och två år senare, 1923, avled maken efter en lång tids sjukdom. Signe Bosson-Alin var änka endast 37 år gammal, med två barn att försörja. Sitt yrkesarbete hade hon emellertid aldrig lämnat helt, inte ens under de år då barnen föddes, då hon haft kortare lärarförordnanden både vid Lunds småskollärarinneseminarium och vid olika flickskolor i Lund. Dessutom översatte hon vid några tillfällen litteratur åt Lindblads förlag i Uppsala av den tyske teologen Friedrich Heiler och den danske teologen Andreas Fibiger.
Efter makens död blev läget dock ett annat. Hon genomgick 1925 så kallat provår vid Lunds allmänna läroverk och flyttade sedan med barnen till Malmö, där hon fått tjänst som föreståndare för Anna och Eva Bunths skola för flickor. Denna privatägda skola hade startats nästan fyra decennier tidigare av de två ogifta systrarna Anna och Eva Bunth, som sedan i alla år själva lett verksamheten. Nu ville de pensionera sig. Skolan låg i ett eget, ganska nybyggt hus i centrala staden, drevs med statsanslag och erbjöd treårig småskola och åttaårig elementarskola med normalskolekompetens. Signe Bosson-Alin blev med andra ord rektor för en av Malmös flickskolor och efter ett par år utsågs hon även till ledamot av flickläroverkskommittén i Malmö. Ganska snart visade det sig emellertid att de gamla fröknarna Bunth innebar problem. De var inte beredda att släppa ansvaret till sin nya rektor utan lade sig hela tiden i hennes arbete och försökte styra, då de fortfarande var ägare. Efter fem år tröttnade hon och sade upp sig.

## Föreningsengagemang
Signe Bosson-Alin hade ett omfattande föreningsengagemang, knutet framförallt till den kristna tron, kvinnofrågan, fredsfrågan och nykterhetsfrågan. Under 1930-talet utökades detta engagemang till ett professionellt åtagande. År 1931 flyttade hon till Stockholm och blev ny förbundssekreterare för Kristliga föreningen av unga kvinnor (KFUK), ett uppdrag som hon hade under nio år fram till 1940. Signe Bosson-Alin hade inget tidigare engagemang inom just KFUK och sannolikt var det Ester Lutteman som gjorde organisationen uppmärksam på hennes meriter när de sökte efter en ny förbundssekreterare. Lutteman var engagerad inom KFUK och satt under en stor del av 1930-talet i förbundsstyrelsen. Signe Bosson-Alin utsågs 1933 även till svensk delegat i KFUK:s världsråd tillsammans med Lutteman och under sommaren 1934 gjorde hon en studieresa till ett flertal europeiska länder med stipendium från KFUK:s systerorganisation i USA. Hon satt även i centralstyrelsen för Sveriges kristliga studieförbund som bildats 1931 och dit KFUK var knutet.
I Signe Bosson-Alins uppdrag som förbundssekreterare ingick att vara redaktör för huvudorganet Sveriges K.F.U.K. och ganska ofta bidrog hon med egna texter. Framförallt handlade det om religiösa betraktelser knutna till olika bibeltexter, avsedda att användas vid bibelsamtal i den lokala mötesverksamheten inom KFUK. Då och då förekom även dikter, oftast med religiösa motiv och under signatur. Hon återupptog i början av 1930-talet också sin översättarverksamhet och översatte åt Diakonistyrelsens förlag en historik av den tyske herrnhutaren Samuel Baudert, Herrnhut: Brödraförsamlingens mission genom 200 år, utgiven 1932.

## Sista åren
Signe Bosson-Alin slutade som förbundssekreterare 1940 och flyttade då till Sundsvall, där hon fått tjänst som adjunkt i engelska och franska vid Sundsvalls högre allmänna läroverk. Hon fortsatte dock som ledamot i KFUK:s världsråd fram till 1945, och 1940 valdes hon även in i förbundsstyrelsen.
Signe Bosson-Alin arbetade som läroverksadjunkt i språk i Sundsvall fram till sin pensionering 1952. Hon avled 1954 i Sundsvall. Hon jordfästes i Lunds domkyrka och är gravsatt på Norra kyrkogården i Lund.